# Annette Kullman
Annette Kullman (1973) è un'ex fondista finlandese.

## Biografia
In Coppa del Mondo ottenne il primo risultato di rilievo il 27 novembre 1994 a Kiruna (41ª) e l'unico podio il 15 gennaio 1995 a Nové Město na Moravě (3ª). Non partecipò né a rassegne olimpiche né iridate.

## Palmarès

### Coppa del Mondo
- 1 podio (a squadre[1]):
  - 1 terzo posto